# アルカリイオン水
アルカリイオン水（アルカリイオンすい）は、アルカリ性電解水の通称で、飲用可能なものと飲用不可のもの（洗浄・掃除用などの用途）に大別される。
ここでは説明のために、飲用可能なものをアルカリイオン水（pH9〜10）、飲用不適のものをアルカリ性電解水（pH10〜）と分けるが、本来はそういった区別はない。
成分は水酸化ナトリウム、または水酸化カルシウム（消石灰）のどちらかである。
アルカリイオン水は、アルカリイオン整水器（JIS家庭用電解水生成器：JIS T 2004）を用いて飲用適の水を電気分解し、陰極側から生成されるpH9〜10の弱アルカリ性電解水を指し、胃腸症状改善効果が国から認められている。厚生労働省告示第112号、および日本機能水学会では、「飲用アルカリ性電解水」という名称が用いられる。
なお、陽極側から生成されるpH4.5〜6.5の弱酸性電解水は、酸性イオン水と呼ばれ洗顔などに使用される。
アルカリイオン整水器は、医薬品、医療機器等の品質、有効性および安全性等に関する法律（以下、薬機等法という）の承認または認証を受けた機器で、医療機器として「医療用物質生成器」に分類され、「家庭用電解水生成器」と規定されている（JIS T 2004）。装置の販売名称には、「電解水素水」、または「電解還元水」などが用いられることもある。
アルカリイオン水は、水道水の電気分解により、H2Oから生じる水酸化イオン（OH-)と水素ガス(H2）を含んでいる。濃度0.3〜0.5mg/L ほどの水素(H2)を含有する。微小水素気泡は1日放置後にも安定して存在する。
この水素は、アルカリイオン水の効果効能の要因としてpH以外の仮説となっている。
アルカリ性電解水は二室型もしくは三室型電解槽を用いて、水道水や食塩水を電気分解することで、アルカリ性電解水が生成される（電解水を参照）。生成装置により生成されるpHが異なるが、一般的には飲用のアルカリイオン水よりも高いpH　(pH10以上）のものが生成され、飲用には適さない。

## 歴史
1950年代、諏訪方季が開発した水の電気分解装置で生成された水「シンノオル液」がアルカリイオン水の始まりである。その後、農業分野への応用効果の検討あるいは医療での臨床実験・使用体験等を経て「シンノオル液製造器」が開発され、1966年に当時の薬事法での効能効果が認められ、医療用具第1号として承認された。
1992年に国民生活センターによって行われたアルカリイオン水の効果に関する疑問提起によって厚生省は、業界に対し｢品質・有効性・安全性｣に関する最新の科学的検証結果の提出を要望した。1993年に第三者による客観的検証評価のためにアルカリイオン整水器検討委員会（委員長：糸川嘉則 京都大学医学部教授）が組織された。すなわち、胃腸症状を対象とした、飲用水としては世界初の比較臨床試験（二重盲検を含む）が国立大蔵病院及び滋賀医科大学で実施された結果、1999年に｢アルカリイオン水は有効｣との結論が示された。
2005年に薬事法が改正され、家庭用電解水生成器は管理医療機器として新たに位置付けられ、JIS T 2004｢家庭用電解水生成器｣が適合性認証基準として定められている。効能効果としては、｢飲用して胃腸症状の改善に有効｣が認められている。
なお、「0711」を「おなかにいい」と読む語呂合わせから、7月11日は、「アルカリイオン水の日」として、2009年に日本記念日協会に登録されている。

## 生成方法と性状
アルカリイオン整水器は、一般的に陰極及び陽極が隔膜で仕切られた構造の電解槽を有している。電解槽へ通水し電気分解をすると、陰極では還元反応が進行して水酸化物イオンと水素が発生して、アルカリ性のアルカリイオン水が生成されるとともに、陽イオンが多くなる。一方、陽極では水素イオンと酸素が発生して、酸性の酸性イオン水が生成されるとともに、陰イオンが多くなる。
|                  | pH       | 酸化還元電位 | 陽イオン | 陰イオン | 溶存気体 |
| ---------------- | -------- | ------------ | -------- | -------- | -------- |
| アルカリイオン水 | 9〜10    | 低い         | 増加     | 減少     | 水素     |
| 酸性イオン水     | 4.5〜6.5 | 高い         | 減少     | 増加     | 酸素     |

アルカリイオン水の飲用範囲は薬機等法でpH9〜10と規定されている。pH10を超えるアルカリ性の電解水は、飲用には不適とされている。
電気分解の電流値を制御することでpHや溶存水素濃度を変化させることができる。

### アルカリイオン整水器の構造と種類
アルカリイオン整水器は構造上の違いにより、水道等に接続して流水過程で電気分解する連続式電解水生成器と一定時間貯水し電気分解する貯槽式電解水生成器に大別されるが、いずれの場合も電気分解の原理は同じであり、薬機等法では同じ効果が認められている。
なお、取付け方法から分類すると、台所のキッチンなどに据え置くタイプや、壁掛けタイプの「据え置き型」、キッチンの下に浄水器を置くタイプの「アンダーシンク型」などに大別される。

## 効能効果
1966年に医療用具第1号として承認された医療機器としての効能効果は以下の通りであった。
アルカリイオン水飲用して慢性下痢、消化不良、胃腸内異常発酵、制酸、胃酸過多に有効である。
酸性イオン水弱酸性アストリゼントとして美容に用いられる。
2005年には、当時の薬事法が改正され家庭用電解水生成器（アルカリイオン整水器）は管理医療機器として新たに位置付けられた。医療機器適合性基準の一環として、JIS T 2004｢家庭用電解水生成器｣が定められ、次の効能効果となった。
（改正前の承認機器についての効能効果はそのまま維持されている。）
| 胃腸症状改善のための飲用アルカリ性電解水の生成。 （胃もたれや胃の不快感をやわらげる。胃腸の働きを助け、お通じを良好にする。） |

## その他の利用

### 料理
アルカリイオン水は医療用以外にも料理でも使用されており、素材の味をいっそうおいしく引き出す効果があるといわれている。使用例としては、pH10をこえる「強アルカリイオン水」はゴボウ等のアク抜きに使用するとスピーディにアクが抜ける、「弱アルカリイオン水」でコーヒー、紅茶を飲むと味がまろやかになる。またお米を炊くとふっくらと炊きあがると言われている。
昆布の旨味成分である弱酸性物質のグルタミン酸が通常の水の2倍抽出でき、パンではふっくら焼きあがるなどと新聞に掲載されたことがある。緑茶では、単なる浄水より弱酸性物質であるカテキンの抽出量が多く、水道水より色やアミノ酸が抽出が多い。アルカリ性にすると濃い色に呈色する紅茶色素については水道水より紅茶の色の抽出が多い。

### 洗濯
アルカリイオン水を洗濯水に利用した研究では、酸性電解水や超純水より粒子汚れの除去効果、再汚染防止、脱臭効果が高い、酸性電解水やイオン交換水より個体粒子汚れを除去し洗浄能力が高いという報告がある。

### 美容
酸性イオン水はお肌を引き締める（収れん）作用があるので、洗顔や化粧水に適している。

## 研究成果と研究報告
1993年にアルカリイオン整水器検討委員会が組織され、治験計画に基づき各方面から試験・研究が進められてきた。アルカリイオン整水器検討委員会が京都大学医学部に依頼し、安全性・有効性に関する再検証活動が行われた結果、｢アルカリイオン水は有効｣との結論が示された。
以下に主な研究内容を次に示す。

### 動物試験による有効性検討
- 腸内発酵の抑制効果（岐阜大学の研究）
- カルシウムの吸収効果（京都大学大学院の研究）
- 胃粘膜障害の抑制効果（京都府立医科大学の研究）

### 臨床試験による有効性検討
（国立大蔵病院と滋賀医科大学の共同研究）
- 制酸効果
- 胃腸症状の改善

### アルカリイオン水の安全性
- 物性試験による安全性検討（京都大学大学院と滋賀県立大学の共同研究）
- 動物安全性試験（毒性試験）による安全性検討（生活科学研究所の研究）
- 臨床試験（国立大蔵病院と滋賀医科大学の共同研究）

### その他の研究

#### 健康と関連した研究
活性酸素による生体の酸化は生活習慣病との関連があると考えられている。
生体を用いない実験（in vitro実験）ではDNAや、加えてRNAやタンパク質を活性酸素による酸化を低減するという研究がある。
カルシウムの量が不十分の飼料で飼育したラットで、アルカリイオン水は水道水に比較して骨の形成を高めたことが観察された。

#### 臨床
アルカリイオン水の血液透析への応用は日本や台湾でも模索されている。
山梨大学教育人間科学部とパナソニック電工株式会社の共同研究で、二重盲検法によるランダム化比較試験で、アルカリイオン水は単に浄水を飲んだ場合と比較して、運動によって発生した活性酸素による生体内酸化ストレス値に低下傾向があることを報告した。
歯科
アルカリイオン水は虫歯の原因である歯垢やバイオフィルム、歯周病の原因菌といった口腔の疾患の原因に対して、洗口が有効であるとの報告がある。

## 市場
平成25年薬事工業生産動態統計調査によると、アルカリイオン整水器（家庭用医療用物質生成器）は約19万台の出荷数である。
日本の市場規模は2004年度の調査で、アルカリイオン水が100億円以上、アルカリイオン整水器の市場規模は2003年度で400億円であるといわれる。自然状態でアルカリ性を示す飲用水の販売も行われている。
市場規模は不明だがアルカリイオン整水器は、台湾・中国・韓国、アメリカやヨーロッパ（ハンガリー）でも販売されている。また、台湾ではコンビニエンスストアのセブンイレブンでボトル入りアルカリイオン水が発売されている。
洗浄・清掃の用途で水溶液や、アルカリ性電解水を生成しながら洗浄を行う機器などが流通している。

## アルカリ性電解水（pH10〜）
電解水を参照のこと。
二室型もしくは三室型電解槽を用いて、水道水や食塩水を電気分解することで、アルカリ性電解水が生成される。pH11程度の強アルカリ性電解水は血液や油脂等の有機物に対する高い洗浄力がある。
掃除用として市販されているpH12以上の強アルカリ性電解水は、食塩水の電気分解で生成された水酸化ナトリウムの約0.2%水溶液である。濃度5%を超えると劇物扱いであり一般向けには販売できない。インターネット上では成分や濃度を記載していない事が多いため注意が必要である。
電解質には一般的に、（食塩の主成分）塩化ナトリウムが使われる。塩化ナトリウムは錆の原因となるため、機械や金属の洗浄には向かず、そうした用途では炭酸ナトリウム（Na2CO3）や炭酸カリウム（K2CO3）が電解質に用いられる。また水素がコロイド上の気泡となって存在している。生成コストはリットルあたり1〜2円である。
純水にて生成することでpH12.5以上の水溶液が生成される。
アルカリ性電解水（約pH11）によって米を生育し収量や品質を改善させる研究も行われている。

### 特性
アルカリ性電解水の界面活性は純水との表面張力の比較では差はない。油に対する、けん化作用で言えばNaOHやKOHが、油脂をグリセリンと脂肪塩酸に分解し、この脂肪塩酸が界面活性を示す。また汚れの成分となっている多くの無機粒子はアルカリ性電解水中では強い負の電荷をもち、洗浄対象の物質も負の電荷を持つため、汚れとなっている物質と洗浄対象とが反発し、汚れは離脱する。また水素が微小気泡として存在しており、これがキャビテーションの核となり、キャビテーションが発生するため、洗浄効果は高まる。この微小水素気泡は1日放置後にも安定して存在する。
pHが12.5を超えると、それ以前よりも殺菌に対する時間が短縮する。pH12.5程度のアルカリイオン水では、密閉しないと空気中の炭酸ガスとでアルカリ性が中和されてしまう。

### 洗浄
油脂の汚れを落とす効果が高く、再汚染を予防し、原料が水と塩であるため低コストで生産でき、界面活性剤を使用しないためヒトや環境により安全であると建築物管理の業界誌に掲載されたことがある。強酸性電解水の殺菌洗浄力を有効にするには、有機物を除去する必要があるが、そのために強アルカリ性電解水を使ったほうが、有機物である洗剤を使うよりもいいという説もある。この場合の排水は酸性とアルカリ性で中和されるのでより（洗剤よりも）環境負荷が低いとされる。
ステンレス、メラミン樹脂、アクリルなどの食器洗いに十分利用できるという報告がある。厨房や食品工場といった食品を取り扱う場所で油汚れを落とす、床やカーペット、ガラスやテーブル、手垢落としと適応場面は多いと建築管理の業界誌に掲載された。pH 11.5のアルカリ性電解水はｐH 8.20の電解還元水（アルカリイオン水）や超純水（pH 8.52）や水道水（pH 7.30)より洗浄能力が高いという研究報告がある。脂質に対して条件によっては洗剤よりも洗浄力があったという報告もされた。洗剤が使えない場所、洗剤で染みになるものに使用できるとの意見も建築物管理の業界誌に掲載された。アルカリ性電解水は、家庭用漂白剤の成分である過炭酸ナトリウムか過酸化水素を加えることで漂白性能を発揮する。

### 歯科医療
歯科医療では、エビデンスの集積をはかり医学書が出版されており、pH11程度のアルカリ性電解水の多くは強酸性電解水と組み合わせて、術前後の手洗い、医療器具や、歯ブラシ・歯間ブラシの洗浄・殺菌、口臭抑制、根管洗浄、歯周組織の洗浄など多岐にわたって活用でき、メリットとしても独特の病院臭の原因である薬剤を用いずに済み、多剤耐性菌の出現もなく、人や自然にやさしいという側面がある。
pH11〜12のアルカリ性電解水を根管洗浄へ応用するための安全性についての研究　や、歯科用器具などに付着した血液を洗浄する効果について検証した研究がある。